# The sharpest lives
«The sharpest lives» es la cuarta pista en el álbum The Black Parade de My Chemical Romance, publicado el año 2006.
En una entrevista para Guitar World, Gerard Way dijo que en "The sharpest lives" fue más fácil escribir acerca de su antiguo problema con las drogas, ya que ya había pasado cierto tiempo desde el fin de sus adicciones.

## La historia del Paciente
En este punto, el Paciente está mirando hacia el pasado sobre sus problemas con la drogadicción y el alcoholismo ("Give me a shot to remember, and you can take all the pain away from me"). Esto muestra que en el pasado el Paciente usaba drogas como antídoto para aliviar los dolores y los problemas de su vida. La canción describe que durante los problemas de drogadicción/alcoholismo del Paciente, él generalmente se quedaba despierto toda la noche ("In love with all of these vampires"), y una vez más, la única persona que realmente estaba ahí para él, fue su amada. Se desconoce si el Paciente aún sufre de problemas de drogadicción en el tiempo en que la historia tiene lugar, o si él ya los ha superado.
Algunos piensan que la canción no está relacionada con el Paciente y que solo se trata de los problemas de drogadicción de Gerard, pero podría ser fácilmente sobre ambas cosas.